# Onthophilus sculptilis
Onthophilus sculptilis är en skalbaggsart som beskrevs av Lewis 1892. Onthophilus sculptilis ingår i släktet Onthophilus och familjen stumpbaggar. Inga underarter finns listade i Catalogue of Life.